# Lug Samoborski
Lug Samoborski je naselje koje se nalazi u sastavu Grada Samobora, Zagrebačka županija. Površina naselja iznosi 0,7 km2.

## Stanovništvo
Prema popisu stanovništva iz 2011. godine, naselje je imalo 981 stanovnika te 238 obiteljskih kućanstava.
| broj stanovnika | 127   | 141   | 162   | 164   | 174   | 155   | 183   | 224   | 215   | 315   | 458   | 336   | 592   | 660   | 785   | 981   | 937   |
|                 | 1857. | 1869. | 1880. | 1890. | 1900. | 1910. | 1921. | 1931. | 1948. | 1953. | 1961. | 1971. | 1981. | 1991. | 2001. | 2011. | 2021. |

## Znamenitosti
U sklopu naselja nalaze se:
- Centar za odgoj i obrazovanje Lug
- Župa i crkva Svetog Ivana Krstitelja